# Незнайомка (сингл)
Незнайомка — другий сингл українського гурту Друга Ріка з п'ятого студійного альбому Metanoia. Part 1, який вийшов 30 квітня 2011 роцу. На підтримку синглу було відзнято та запущено у ротацію чорно-білий відеокліп відзнятий у США, Каліфорнія . Режисером цієї відеороботи став бас-гітарист гурту Віктор Скуратовський.

## Список композицій
| #  | Назва        | Тривалість |
| -- | ------------ | ---------- |
| 1. | «Незнайомка» | 3:55       |

## Чарти
| Чарт (2011)                   | Позиція |
| ----------------------------- | ------- |
| Ukraine Top 40                | 15      |
| Top City & Country Radio Hits | 90      |